# Zygodon viridissimus
Zygodon viridissimus là một loài Rêu trong họ Orthotrichaceae. Loài này được (Dicks.) Brid. miêu tả khoa học đầu tiên năm 1826.